# 汪文风
汪文风（1929年8月—2015年12月30日），笔名江流，四川重庆人。中华人民共和国记者、作家、政治人物，中国共产党党员。

## 生平

### 早年生涯
汪文风出身贫苦，13岁便在家乡重庆成为孤儿。1946年，自重庆社会大学新闻系毕业。历任《新华日报》记者、编辑、校对科科长，《光明日报》记者，最高人民检察院助理检察员，北京第二外国语学院汉语教研室主任。
从反右倾运动开始，汪文风便连续受整肃。1965年底，因为所谓“政治问题”，汪文风由最高人民检察院调到北京第二外国语学院担任政治部办公室负责人。不到一年，又因“历史问题”加“政治问题”，被改任北京第二外国语学院汉语教研室主任。1966年8月，毛泽东发出《炮打司令部——我的一张大字报》，中国各高等院校随即掀起批判高潮。北京第二外国语学院先后召开多个通宵的批判大会，汪文风的罪名也由“保皇派”到“保皇狗”、“保皇党总书记”再到“小爬虫”、“变色龙”。汪文风回忆道：
“小爬虫”是指我在群众运动中发表不同意“文革”的言论。另外，我在解放前参加地下工作时，暴露了身份，蹲过国民党的大牢。你想想，一个坐过国民党的牢而没有死，还出来的人。我又被组织派去对国民党特务进行过调查工作。“文化大革命”起来后，一抓“特务”，看到我有那么多关系，不是特务也成了“特务”，因此，我在“文化大革命”中的问题是连连升级的。

### “童怀周”
1976年1月8日上午，北京第二外国语学院汉语教研室主任汪文风，从收音机中得知周恩来逝世，痛哭不已。1月11日下午，周恩来的遗体从北京医院运往北京八宝山革命公墓火化，汪文风及其全家没有到长安街上送别。
汪文风拿到一张票，是1月12日到1月14日，由中共中央、国务院、中央军委在北京市劳动人民文化宫举办的吊唁周恩来仪式的入场券。汪文风在其中一个晚上前去吊唁，汪文风回忆说只见“人山人海”。与此同时，许多北京居民、机关干部、农民、工人、学生、解放军指战员自发来到天安门广场悼念周恩来，广场上镌刻着周恩来手书碑文的人民英雄纪念碑成为民众悼念周恩来的主要场所，纪念碑周围在短短数天内便放满花圈，四面的松墙上缀满白花。汪文风回忆说：“两个悼念同时进行。在当时，劳动人民文化宫举行的吊唁才属合法，而天安门的悼念仪式是江青他们不满意的，幸而这两个场面，我都参加了。”“那年3月起就有人在广场贴诗了，我都是偷偷去看的。”
汪文风及其孩子、学生、朋友，以及北京第二外国语学院汉语教研室的所有同事，都参与了天安门广场的写诗、抄诗、藏诗活动。
1976年4月5日，四五运动被镇压后，汪文风成为怀疑对象，他记录的文字曾被没收，“许多字的一横一竖一撇一捺，以及各种偏旁字头，都用铅笔画了圈圈，做过笔迹鉴定。”与此同时，北京第二外国语学院工宣队队长和革命委员会主任召开全院数百人的中共党员大会，以追查天安门广场活动及“反革命政治谣言”的名义，对汪文风进行了严厉的当众审查。汪文风及其孩子、学生、朋友、同事们，不得不按照清理规定上交了抄录下来的天安门诗词的少量副本，而将大部分原件藏起来，不是藏到蜂窝煤炉的夹层，就是用塑料纸包好藏进花盆，或者是用绵线缠绕之后卷进绵线团。
1976年10月，怀仁堂事变发生，“四人帮”被捕，但此后华国锋当政时期，推行两个“凡是”和“继续批邓反击右倾翻案风”。随着周恩来逝世一周年纪念日临近，汪文风与同事们将秘密收藏的天安门诗词找出，找来一位擅长刻钢板字的同事刻字，油印将近200份《天安门革命诗抄》。通过自愿签名，汪文风与其他15位参与收集并编辑《天安门革命诗抄》的北京第二外国语学院汉语教研室同事一起组织“童怀周”小组，该小组总共16人：汪文风、李先辉、白晓朗、黄林妹、胡连朴、刘兰英、蒋士珍、黄玉文、罗丹、杨昆明、张润今、石淑兴、赖梅华、刘志宽、赵寿安、朱清颐。
汪文风回忆该小组的得名时说：“我们要共同怀念周恩来。本来要叫‘佟怀周’，我老觉得这个‘佟’字不通俗，后来就改为‘童怀周’。再说，无论我们年纪多大，在周总理眼里始终是个儿童。”
1977年1月8日，正值周恩来逝世一周年纪念日，“童怀周”小组油印的115首《天安门革命诗抄》贴在了天安门广场，随即引起北京市、全中国乃至全世界轰动，汪文风回忆道：“那时来二外院要《诗抄》的人，真是川流不息，络绎不绝，搞得整个二外院像北京的大栅栏似的。” 
《天安门革命诗抄》铅字版出版之后，“童怀周”小组成员之一白晓朗忽然被捕，罪名是在天安门广场张贴批判“四人帮”、呼吁邓小平复出的大字报。汪文风认为：“因为我们的行动激怒了参与镇压天安门运动，依然还在台上的当权者，冲击了‘两个凡是’的围墙。”此后一个傍晚，汪文风背着一袋《天安门革命诗抄》走进中华人民共和国公安部，来到原公安部宣传室主任陆石的家。汪文风回忆：“我把书往地上一放，对他说，我是来给你送书的。如果你要抓人，我就在你面前。”陆石问：“什么书？” 汪文风说：“《天安门革命诗抄》！”陆石随即抱住汪文风说：“我的好同志啊。”
100天以后，白晓朗被释放，公安部还把此前收集的天安门四五运动的“罪证”即另外900余首诗也交给“童怀周”小组，由此有了后来再版的收录1000多首诗词的《天安门革命诗抄》。 

### 进入中央纪委
1978年，在中共十一届三中全会上，汪文风当选为新成立的中国共产党中央纪律检查委员会（简称“中央纪委”）委员。1979年1月4日，汪文风收到参加中国共产党中央纪律检查委员会第一次全体会议的请柬。会议开了18天，由第一书记陈云主持，第二书记邓颖超、第三书记胡耀邦分别发言，会议做出的决定之一是对康生、谢富治等人的问题进行审查。在会下，中央纪委秘书长魏文伯找来汪文风，让汪文风到中央纪委工作。汪文风回忆：“那时，我面对几个选择：一是教育部打算留我；二是兵器工业部张珍派人到二外院调我；三是中国科学院哲学社会科学部的陈荒煤要我到文学研究所。按我个人的兴趣爱好，我是很想进文学研究所的。”但魏文伯说：“把你留下来，是黄克诚在中纪委常委会议上提出的，是经过常委决定了的。”汪文风遂表示服从组织安排，由此进入中央纪委工作。
汪文风被安排在中央纪委研究室工作，但未立即到职，而是接受了特殊任务，与中央纪委副书记张启龙、常委曹瑛共同负责审理“四人帮”集团问题。
在审理“四人帮”集团问题的过程中，汪文风觉得张春桥是最厉害的对手。在一次审讯中，汪文风突然问道：“你们几个打算把邓小平、周恩来拱倒后，让谁来当总理？” 张春桥回答：“是我。”之后便一句话不讲。这句话是审讯中极为重要的话。
汪文风对江青在审讯中的表现评价很低，回忆称“她简直就是大杂院的一个破女人。”汪文风还曾在凤凰卫视“鲁豫有约”节目中称江青“自恃她是主席夫人，不讲道理，胡搅蛮缠，一张破嘴吵吵闹闹。” 江青评价汪文风说：“你别看汪文风笑，别看他和颜悦色，他是笑面虎，是邓小平最凶恶的刽子手。” 
此后，汪文风历任中央纪委派驻中国社会科学院纪检组组长，中央纪委第一、二、三、四届委员和专职委员、研究室副主任及主任、二办副主任。汪文风回忆说：“我一直在做纪检工作，1992年从中纪委离休前，整顿过人民日报、新华社……那时，我是副组长。”
2004年1月，他出版了回忆录《从童怀周到审江青》。汪文风说：“我惟一的不满就是不能尽情地写。”但他又说：“这关乎了党和国家的利益。无法想象，有些战斗英雄，浴血奋战，建功无数，可就是在‘文革’中，政治头脑不够……现在把这些曝光有什么意思？在审案时，王鹤寿说，汪文风，你一定要给我守住了，不要扩大。你想想，如果扩大，就会再次形成你揭发我，我揭发你的场面，那岂不又成了天下大乱？所以，不可写，不可说……” 
2015年12月30日在北京逝世，享年86岁。

## 作品
1946年，汪文风开始发表作品。1981年加入中国作家协会。他写有长篇小说《雾城斗》，中篇小说《乍暖还寒时候》，文学评论《历史人物与创作人物试论》、《关于文艺问题的刍议》。他还参与编辑了《天安门诗抄》、《天安门革命诗文选》（正编、续编）等等。
汪文风最后一本书《朝着太阳走》概括总结了他这一生的重要历程。这本书安静地伴随着他洁白的骨灰被安置于八宝山革命公墓礼堂一堂侧室中。（汪文风小女于2016年1月27日加注）